# Pacuvia castanea
Pacuvia castanea är en skalbaggsart som beskrevs av Curtis 1845. Pacuvia castanea ingår i släktet Pacuvia och familjen Melolonthidae. Inga underarter finns listade i Catalogue of Life.